# Manothrix
Manothrix es un género de plantas fanerógamas de la familia Apocynaceae. Comprende 2 especies descritas y   aceptadas.  Se distribuye por Sudáfrica. 

## Taxonomía
El género  fue descrito por John Miers y publicado en On the Apocynaceae of South America 28. 1878.

## Especies aceptadas
A continuación se brinda un listado de las especies del género Manothrix aceptadas hasta octubre de 2013, ordenadas alfabéticamente. Para cada una se indica el nombre binomial seguido del autor, abreviado según las convenciones y usos. 
- Manothrix nodosa Miers
- Manothrix valida Miers